# 馬文軒
馬文軒（Ma Man Hin，1998年12月15日—），香港足球運動員，現香港五人足球代表隊隊員, 司職中場，前職業足球員, 現時效力香港乙組足球聯賽球會西貢。

## 球員生涯
馬文軒生於香港，成長於沙田大圍，自小便和弟弟「文政」於新翠邨石地足球場踢球，在13歲開始便參與過多項少年盃賽，直到在15歲時加入東方U16，正式接受專業足球訓練。
馬文軒於青年軍時期踢過東方、太陽飛馬，18歲後效力過多支香港甲、乙組球會。
直至2020年暑假代表理工大學與香港超級足球聯賽球會標準流浪友賽。以該仗出色的表現，受到對方領隊的青睞，才踏上職業足球路。
及後以外借球員身份被標準流浪外借到香港飛馬，同時協助處理球會行政工作。
於2022年結束外借生涯，轉會加盟西貢足球會，並協助球隊順利升班。

## 大學生涯
馬文軒於小學時就讀東華三院冼次雲小學，其後升讀沙田大圍的五育中學。
於2017年考入香港理工大學土木工程學系，並於2021年順利畢業取得學士學位。在學四年間多次代表香港理工大學足球隊出戰，更協助球隊於2017-2018及2018-2019年度大專盃足球賽事取得兩連覇。

## 個人生活
馬文軒於2021年大學畢業，戴起四方帽象徵4年的大學生生涯正式結束。正當大部份同學準備入職，為1年後考取測量師或安全主任牌照做準備之時，「文軒」早已另有打算，並於大學畢業前成功創業，為自己追夢爭取本錢。而創業後主要從事娛樂及生活百貨行列，Party Room、手作香薰蠟燭和香水，以及手工木製品等。

## 外部連結
- 香港足球總會網頁球員註冊資料 （页面存档备份，存于）